# ちぐさ

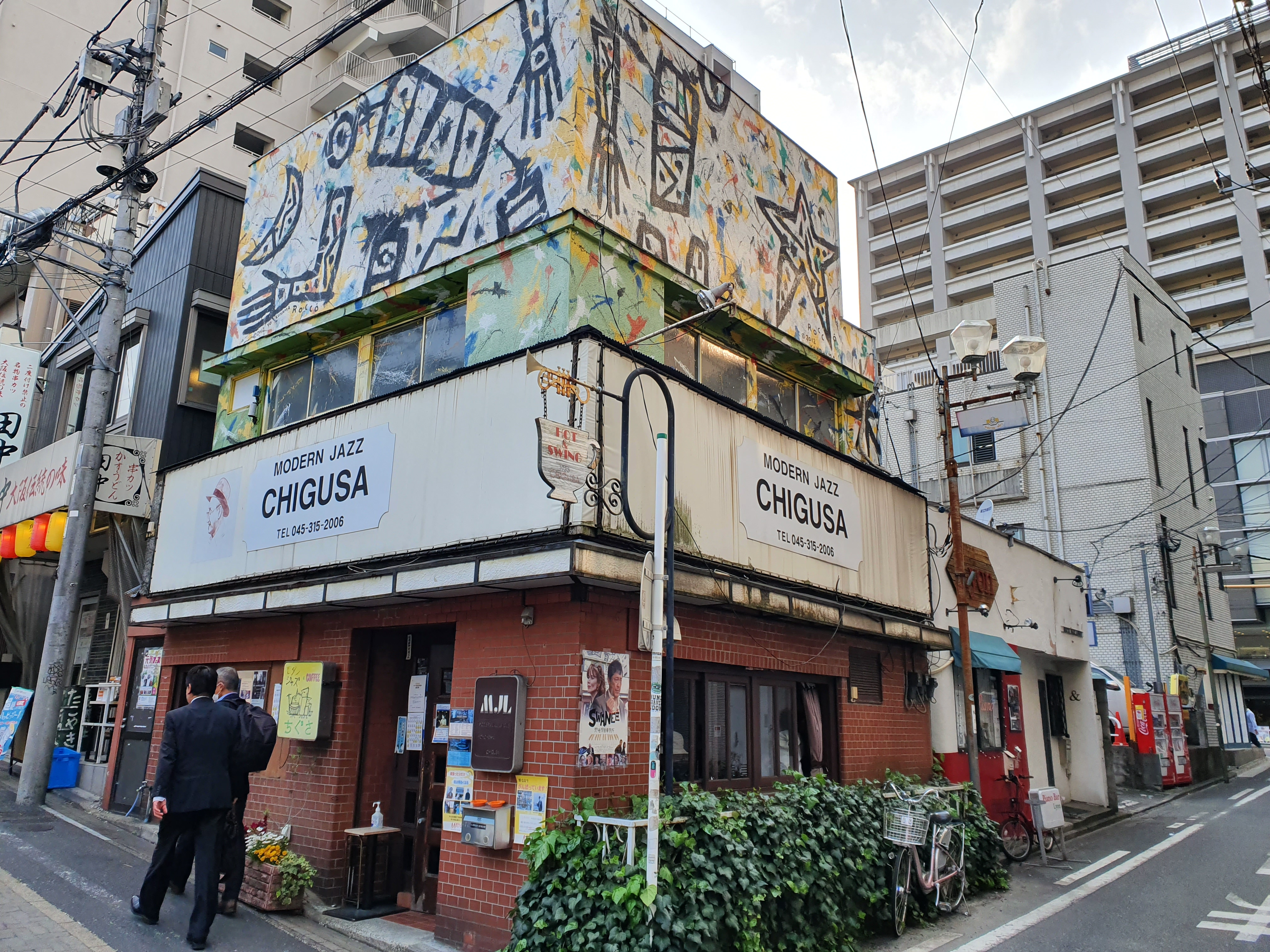
ちぐさ（2022年3月撮影）

ちぐさは、神奈川県横浜市中区野毛町に所在するジャズ喫茶である。

## 概要
1933年、吉田衛により、横浜市中区野毛町1-23にて開業。当時6000枚のレコードを有したが、1945年の横浜大空襲で焼失。戦後、米兵向けのレコードを収集し再開した。レコードの中には愛好者からの寄付もあったという。
日野皓正、秋吉敏子、渡辺貞夫らが通い、毎年秋開催の「横浜ジャズプロムナード」の生みの親ともいえる喫茶店となった。1994年に店主が他界した後も、親族が営業を継続。しかし、地域の再開発計画により2007年1月31日をもって閉店した。所蔵レコードの内、3000枚は横浜市中央図書館に、家具や備品類は「ちぐさ会」と呼ばれる旧店時代の常連客やファンなどで構成された有志団体が、桜木町駅から続く「野毛ちかみち」の倉庫に保管した。
2012年3月11日、旧店舗と同じ野毛地区に、200m程度離れた別の場所にある、空き店舗（横浜市中区野毛町2-94）で「ちぐさ会」による支援を得て、二台の大型スピーカーとジャズのレコード、食器や家具類は旧店舗で使っていたものをそのまま使用し、営業を再開。運営も、ちぐさ会が行っている。内装は数枚残されていた旧店舗の写真を参考に再現をしていた。
ゲーム『卒業クロスワールド』に登場するジャズ喫茶『ブルーレーベル』は「ちぐさ」がモデルとなっている。
だが、建物が狭く、完成から70年程度を経過していたことから老朽化により建て替えが行われ、創業90周年となる2023年にジャズミュージアムになる予定である。そのための費用は一部をクラウドファンディングで賄った。新しい建物はジャズ喫茶と思えないような外観で、二面がガラス張りとなる。完成までの間はみなとみらいに一時的に移転して営業を継続することとなり、建設資材の高騰などにより、予定よりも半年程遅れながら、同年12月16日に新装開店を予定している。

## 参考資料
- 吉田衛 『横浜ジャズ物語 -「ちぐさ」の50年』（神奈川新聞社、1985年）